# Q Disc (Lucio Dalla)
Q Disc (noto anche come Lucio Dalla) è un mini album del cantautore italiano Lucio Dalla, pubblicato nel 1981.

## Il disco
Il nome con cui il mini-album è noto è in realtà il suo formato, il Qdisc appunto, che la casa discografica RCA Italiana lanciò proprio in quel periodo e il cui logo campeggiava su tutte le copertine della serie. Nel caso di questo disco, il marchio era anche l'unica scritta presente sul davanti della confezione, sotto a una foto del cantautore; ciò, oltre all'assenza di un titolo vero e proprio, probabilmente originò l'equivoco.
Il disco contiene quattro brani, di cui tre scritti interamente da Dalla; il quarto è una cover strumentale di You've Got a Friend di Carole King, sulla quale il cantautore bolognese improvvisa al clarinetto e col suo inconfondibile scat.
Dal mini-album non vennero tratti 45 giri, tuttavia Telefonami tra vent'anni fu pubblicata su un singolo destinato al mercato dei juke-box per la selezione del Festivalbar 1981, con il brano Canzoni stonate di Gianni Morandi
sull'altro lato.
Il disco è stato ristampato nel 2020 in vinile bianco.

## Accoglienza
Il mini-LP registrò una vendita di 300 000 copie nei mesi successivi alla sua pubblicazione, risultando il decimo album più venduto nel 1981.

## Tracce
Testi e musiche di Lucio Dalla, eccetto dove indicato.
Lato A
1. Telefonami tra vent'anni – 4:41
2. Madonna disperazione – 7:20

Lato B
1. Ciao a te – 4:22
2. You've Got a Friend (strumentale) – 7:29 (Carole King)

## Formazione
- Lucio Dalla – voce, pianoforte, Fender Rhodes, sax alto, clarinetto
- Ricky Portera – chitarra elettrica
- Gaetano Curreri – tastiera
- Ron – chitarra acustica
- Marco Nanni – basso
- Giovanni Pezzoli – batteria